# Ernst Goldschmidt (Verleger)
Ernst Goldschmidt (* 16. Dezember 1906 in Taikowitz, Österreich-Ungarn; † 27. November 1992 in Brüssel) war ein belgischer Kunsthistoriker und Verleger.

## Leben
Ernst Goldschmidt war ein Sohn des in Berlin geborenen Bankiers Robert Salomon Goldschmidt (1868–1942). Sein Vater wuchs in Brüssel auf, wohin seine Familie in den späten 1870er Jahren umgesiedelt war. Um die Jahrhundertwende erwarb er größeren Gutsbesitz in Mähren und heiratete im Jahr 1900 Margarethe von Goldschmidt (1872–1942), eine entfernte Verwandte aus der Wiener Linie der Goldschmidts. Ernst wuchs zusammen mit seinen fünf Brüdern Artur (1901–1997), René (1903–1977), Leo (1904–1927), Nikolaus (1908–2004) und Erich (1912–1989) auf Schloss Taikowitz auf.
Er studierte Kunstgeschichte an der Universität Wien und wurde 1931 promoviert. Im gleichen Jahr heiratete er Elisabeth Betsy Clara (Zus) de Vries (1905–1995), Tochter des wohlhabenden jüdischen Rotterdamer Geschäftsmanns Louis de Vries, mit der er drei Kinder hatte. 1933 wurde er freier Mitarbeiter an den Musées royaux des Beaux-Arts de Belgique in Brüssel und war dort für die Zeichnungen zuständig. Ferner organisierte er 1936 bis 1939 Ausstellungen im Palais des Beaux-Arts de Bruxelles. Im November 1936 gründete er den Verlag Editions de la Connaissance, der sich auf Kunstbücher spezialisierte (Adresse 33 Place Brugmann).
Nach Ausbruch des Zweiten Weltkrieges schloss er sich der Tschechoslowakischen Exilarmee an und ging mit dieser 1940 nach Großbritannien. Nach dem Krieg betrieb er wieder seinen Verlag und Brüssel und war an der Organisation von Kunstausstellungen beteiligt. Von 1946 bis 1954 gab er die Zeitschrift Les Arts Plastiques heraus, und von 1956 bis 1966 die Zeitschrift Quadrum. Revue internationale d’art moderne.
Sein besonderes Interesse galt Katalogen von Kunstausstellungen und deren Bibliographie. 1983 begründete er Catalogus. Bulletin bibliographique trimestriel illustré des catalogues d’expositions d’art contemporain, zunächst als Teil der Zeitschrift Artefactum. Magazine of contemporary art in Europe. 1987 schenkte er seine Sammlung von ca. 16.000 Ausstellungskatalogen dem Institut des hautes études en arts plastiques in Paris. Sie bildet seit 1996 den Grundstock des Centre de documentation Ernst Goldschmidt, das dem Musée d'Art contemporain de Marseille angeschlossen ist.